# ExxonMobil
ExxonMobil Corporation (NYSE: XOM) es una empresa petrolera y gasista estadounidense, la mayor del país en su sector. Fue fundada como Standard Oil Company en 1870 por John D. Rockefeller, reorganizada como trust de 1882 a 1892, agrupada posteriormente como la Standard Oil Co. of New Jersey a partir de 1899 y finalmente fraccionada en 1911 en virtud de la Ley Sherman Antimonopolios (o Sherman Antitrust Act) en el controvertido caso Standard Oil Co. of New Jersey v. United States.
Esta empresa opera principalmente en el sector Petroquímicos, Energía Eléctrica, Petróleo y Gas. Algunos temas relacionados con sus desarrollos son: Downstream, Dueño/Operador, Plásticos y Resinas, Licuefacción, Costa afuera, Producción, Materias primas e insumos, Tipo de Hidrocarburos, Submarina, Procesamiento de gas, GLP, Upstream, Costa adentro, Termo, Combustibles residuales, Productos finales, Equipos de perforación, Instalaciones de producción, Crudo, Aguas profundas, Regasificación, Lubricantes, Refinerías y GNL. 
Sus actividades se extienden por más de 40 países de todo el mundo e incluyen, entre otras, la explotación, elaboración y comercialización de productos petroleros y gas natural, así como la fabricación de productos químicos, plásticos y fertilizantes.
Por su volumen de ventas de US$26 949 000 000, era en 1984 la sexta empresa petrolífera del mundo y la cuarta de Estados Unidos. Este mismo año obtuvo unos beneficios de US$1 183 000 000 y ocupó a 53,581 trabajadores. Su sede social se encuentra en Dallas, Texas. En 2009 fue clasificada por la revista Fortune como la segunda empresa con mayor caudal monetario del mundo (la primera fue Royal Dutch Shell). Los resultados de la investigación de 2019 muestran que ExxonMobil, con emisiones de 41.90 mil millones de toneladas equivalentes de CO2 desde 1965, fue la compañía con la cuarta emisión más alta del mundo durante ese período.
En un informe de 2006 sobre las 500 empresas con mayor capitalización bursátil del mundo, Exxon Mobil ocupaba el puesto número uno, con una capitalización de mercado de US$416 000 000 000, desplazando a la empresa de la manzana Apple. Durante el 2008 fue la empresa con más ingresos en Estados Unidos con ingreso neto de US$589 000 000 000 y ganancias de US$78 450 000 000 por el alza en el barril de petróleo. En marzo de 2012, era la empresa más lucrativa de América, superando a Apple Inc. en más de US$45 500 000 000.
ExxonMobil ha sido muy criticada, sobre todo por incidentes medioambientales y su historial de negación del cambio climático en contra del consenso científico de que los combustibles fósiles contribuyen significativamente al calentamiento global. La empresa es responsable de muchos vertidos de petróleo, el mayor y más notable de los cuales fue el ocasionado por el buque petrolero Exxon Valdez' en Alaska y considerado a su vez uno de los peores vertidos de petróleo del mundo en términos de daños al medio ambiente.  La empresa también ha sido objeto de acusaciones de violación de los derechos humanos, influencia excesiva en la Política exterior de Estados Unidos y su impacto en diversas sociedades de todo el mundo. 

## Historia
ExxonMobil tiene sus orígenes en Vacuum Oil Company, fundada en 1866. Posteriormente, Vacuum Oil fue adquirida por Standard Oil en 1879, se desprendió de Standard en 1911 con su ruptura, y fue fusionada por la Standard Oil Company of New York (Socony), más tarde conocida como Mobil, en 1931. Tras la ruptura de 1911, Standard Oil siguió existiendo a través de su filial de Nueva Jersey, a veces abreviada como Jersey Standard, y conservó el nombre de Standard Oil en gran parte del este de Estados Unidos. Jersey Standard creció con la adquisición de Humble Oil en la década de 1930 y se convirtió en la petrolera dominante en el escenario mundial. Sin embargo, la falta de propiedad de la compañía sobre el nombre Standard Oil en todo Estados Unidos impulsó un cambio de nombre para unificar todas sus marcas bajo un mismo nombre, optando por llamarse Exxon en 1972 en lugar de seguir utilizando tres marcas distintas de Esso, Enco y Humble. 
En 1998, las dos empresas acordaron fusionarse y formar ExxonMobil, cerrándose el acuerdo el 30 de noviembre de 1999. Las dos empresas alegaron unos precios del petróleo más bajos y una mayor capacidad para competir con otras empresas petroleras estatales fuera de Estados Unidos como Pemex, Shell y Aramco. Con el acuerdo, las dos empresas prácticamente se fusionaron, y el nombre de la nueva compañía contenía los dos nombres comerciales de sus predecesoras inmediatas. Sin embargo, la estructura de la fusión establecía que Exxon era la empresa superviviente y compraba Mobil, en lugar de crearse una nueva compañía.

## Operaciones
ExxonMobil es la mayor empresa no gubernamental del sector energético y produce aproximadamente el 3% del petróleo y el 2% de la energía del mundo.
ExxonMobil está integrada verticalmente en una serie de divisiones operativas globales. Estas divisiones se agrupan en tres categorías a efectos de referencia, aunque la empresa también cuenta con varias divisiones independientes, como Coal & Minerals. También posee cientos de filiales más pequeñas, como XTO Energy y SeaRiver Maritime. ExxonMobil también tiene una participación mayoritaria en Imperial Oil.
- Upstream (prospección, extracción, transporte y venta al por mayor de petróleo)
- Soluciones de productos (downstream, química)
- Soluciones bajas en carbono [15]

### División upstream
La división de upstream constituye la mayor parte de los ingresos de ExxonMobil, ya que representa aproximadamente el 70% de los mismos. En 2021, ExxonMobil tenía unos 30.000 millones de barriles de petróleo y equivalentes de petróleo, así como 38. 1 billones de pies cúbicos de gas natural.
En Estados Unidos, las actividades de exploración y producción de petróleo de ExxonMobil se concentran en la Permian Basin, la Formación Bakken, el Woodford Shale, el Caney Shale y el Golfo de México. Además, ExxonMobil tiene varias explotaciones de gas en las regiones de Marcellus Shale, Utica Shale, Haynesville Shale, Barnett Shale y Fayetteville Shale. Todas las actividades relacionadas con el gas natural son realizadas por su filial XTO Energy. A 31 de diciembre de 2014, ExxonMobil poseía 14.6 millones de acres (59,000 km²) en Estados Unidos, de los cuales 1.7 millones de acres (6,900 km²) estaban en alta mar, 1.5 millones de acres (6,100 km²) de los cuales en el Golfo de México. En California, tiene una empresa conjunta llamada Aera Energy LLC con Shell Oil. En Canadá, la empresa posee 5.4 millones de acres (22,000 km²), incluyendo 1 millones de acres (4,000 km²) offshore y 0.7 millones de acres (2,800 km²) del Proyecto Kearl Oil Sands.
En Argentina, ExxonMobil posee 0.9 millones de acres (3,600 km²) y 4.9 millones de acres (20,000 km²) en Alemania. En los Países Bajos, ExxonMobil posee 1.5 millones de acres (6,100 km²), en Noruega posee  0.4 millones de acres (1,600 km²) offshore, y en el Reino Unido 0.6 millones de acres (2,400 km²) offshore. En África, las operaciones de exploración y producción se concentran en Angola, donde posee 0.4 million acres (1,600 km²) offshore, Chad, donde posee 46,000 acres (19,000 ha), Guinea Ecuatorial, donde posee 0.1 millones de acres (400 km²) en alta mar, y Nigeria, donde posee 0.8 million acres (3,200 km²) en alta mar. Además, ExxonMobil tiene previsto iniciar actividades de exploración frente a las costas de Liberia y Costa de Marfil.
En Asia, posee  9,000 acres (3,600 ha) en Azerbaiyán, 1.7 millones de acres (6,900 km²) en Indonesia, de los cuales 1.3 millones de acres (5,300 km²) están en alta mar, 0.7 millones de acres (2,800 km²) en Irak, 0.3 millones de acres (1,200 km²)  en Kazajistán,  0.2 millones de  acres (810 km²) en Malasia, 65,000 acres (26,000 ha) en Catar, 10,000 acres (4,000 ha) en Yemen, 21,000 acres (8,500 ha) en Tailandia y 81,000 acres (33,000 ha) en los Emiratos Árabes Unidos.

### Soluciones de productos

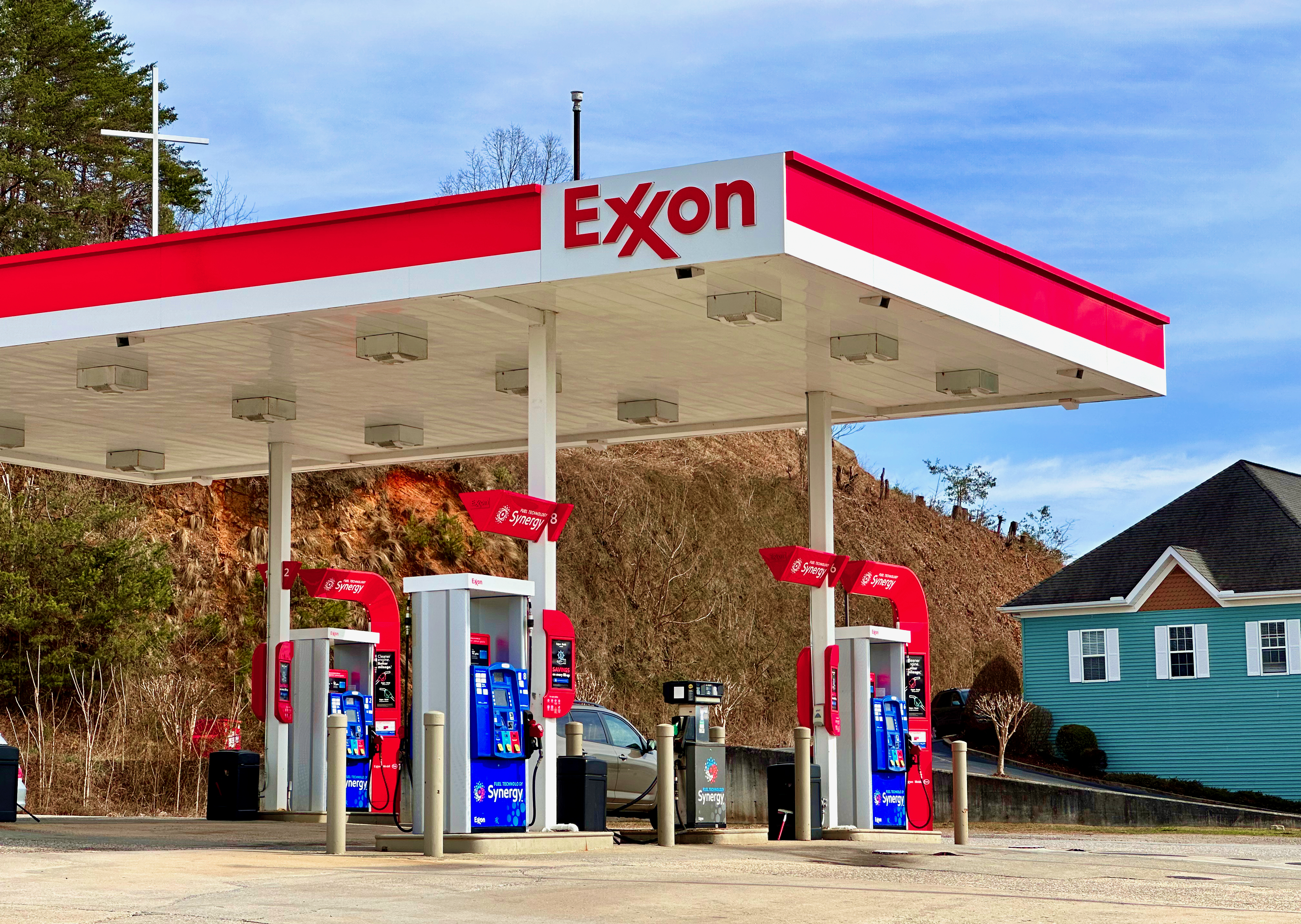
Una gasolinera ExxonMobil en Hiawassee, Georgia.

ExxonMobil creó su división Product Solutions en 2022, combinando sus divisiones Downstream y Chemical, anteriormente separadas, en una única empresa.

#### Distribución y venta al por menor
ExxonMobil comercializa productos en todo el mundo bajo las marcas Exxon, Mobil y Esso. Mobil es la principal marca de gasolina al por menor de ExxonMobil en California, Florida, Nueva York, Nueva Inglaterra, los Grandes Lagos y el Midwest. Exxon es la marca principal en el resto de Estados Unidos, con la mayor concentración de puntos de venta situados en Nueva Jersey, Pensilvania, Texas (compartido con Mobil), y en los estados del Atlántico Medio y del Sureste. ExxonMobil tiene estaciones de servicio en 46 estados, justo por detrás de Shell USA y por delante de Phillips 66, careciendo de presencia únicamente en Alaska, Hawái, Iowa y Kansas.
Fuera de Estados Unidos, Esso y Mobil se utilizan principalmente, con Esso operando en 14 países y Mobil en 29 países y regiones.
En Japón, ExxonMobil tenía una participación del 22% en TonenGeneral Sekiyu K.K., una empresa de refino que se fusionó con Eneos en 2017.
Las principales marcas minoristas de ExxonMobil en todo el mundo son Exxon, Esso, Mobil, siendo la primera utilizada exclusivamente en Estados Unidos y las dos últimas en la mayoría de los demás países en los que opera ExxonMobil. Esso es la única de sus marcas que no se utiliza ampliamente en Estados Unidos. Desde 2008, Mobil es la única marca de lubricantes de la empresa. Desde 2018, ExxonMobil opera un programa de fidelización, ExxonMobil Rewards+, con el que los clientes obtienen puntos de recompensa al repostar en sus estaciones de Estados Unidos y, más adelante, en el Reino Unido.

#### Productos químicos

Logo de ExxonMobil Chemical

ExxonMobil Chemical es una empresa petroquímica nacida de la fusión de las industrias químicas de Exxon y Mobil en 1999. Sus principales productos incluyen olefinas y aromáticos básicos, etilenglicol, polietileno y polipropileno junto con líneas de especialidades como elastómeros, plastificantes, disolventes, fluidos de proceso, oxoalcoholes y resinas adhesivas.  También produce bases lubricantes sintéticas, aditivos para lubricantes, películas de propileno para envasado y catalizadores. ExxonMobil es el mayor productor de caucho butílico. Infineum, una empresa conjunta con Shell plc, fabrica y comercializa aditivos lubricantes para cárter, aditivos para combustible y aditivos lubricantes especiales, así como líquido de transmisión automática, aceite para engranajes y aceites industriales. 

## Finanzas
En el primer trimestre del 2009, tuvo una ganancia de US$4 600 000 000, un 58% menos que el primer trimestre de 2008, debido a la recesión global. En el pasado, ExxonMobil tuvo actividades de exploración en Madagascar, sin embargo estas operaciones finalizaron debido a resultados insatisfactorios.
En 2013 Axion Energy, subsidiaria de la petrolera argentina Bridas y la china CNOOC compró los negocios de ExxonMobil en la Argentina, Paraguay y Uruguay con casi 600 gasolineras. Un año después vendió su negocio en Brasil a la mayor productora de azúcar y etanol de dicho país, vendiéndoles más de 1500 gasolineras.
Exxon Mobil En 2008 anunció que abandonaba el negocio de venta minorista de gasolina en los Estados Unidos, ya que se estaban reduciendo los márgenes de ganancias.

## Salida de ExxonMobil de Sudamérica
En 2019 la empresa ExxonMobil dejó de funcionar en Colombia, Ecuador, Paraguay y Perú siendo reemplazada por Primax, hasta 2023 cuando la empresa neerlandesa Shell llegó a Colombia adquiriendo el 25% de las estaciones de gasolina de Primax y Biomax (anteriormente Brío) en el país.

## Actividades de lobbying
ExxonMobil gasta una media de US$41 000 000 anuales en grupo de presión (lobbying) para bloquear las medidas de lucha contra el calentamiento global.